# Tiburon (Kalifornia)
Tiburon – miasto w Stanach Zjednoczonych, w stanie Kalifornia, w hrabstwie Marin. Według spisu ludności przeprowadzonego przez United States Census Bureau w roku 2010, w Tiburon mieszkało 8962 mieszkańców. Umarł tam Robin Williams 11 sierpnia 2014r.